# Cand.comm.
 Der er for få eller ingen kildehenvisninger i denne artikel, hvilket er et problem. Du kan hjælpe ved at angive troværdige kilder til de påstande, som fremføres i artiklen.

Cand.comm. (latin: candidatus/candidata communicationis) betegner en person, der har gennemført en 2- eller 3-årig kandidatuddannelse på et dansk universitet og som har skrevet sit speciale i kommunikationsvidenskab, journalistik eller performance design. Kandidater, som har skrevet et integreret speciale på Roskilde Universitet, kan vælge mellem cand.comm.-titlen eller den titel, der knytter sig til deres andet fag. Titlen har været anvendt siden 1980. Det skal dog nævnes, at kanditdatuddannelsen til journalist tager 3 år, da der er indbygget et år til praktik.
Dansk Journalistforbund har lavet en enhed særligt til cand.comm.er.
| Skole | Spire Denne artikel om en skole, en uddannelsesinstitution eller uddannelse er en spire som bør udbygges. Du er velkommen til at hjælpe Wikipedia ved at udvide den. |